# Phoradendron grisebachianum
Phoradendron grisebachianum är en sandelträdsväxtart som beskrevs av August Wilhelm Eichler. Phoradendron grisebachianum ingår i släktet Phoradendron och familjen sandelträdsväxter. Inga underarter finns listade i Catalogue of Life.